# Francisco Gualberto
Francisco Gualberto da Rocha (São Cristóvão, 23 de maio de 1956) é um político brasileiro filiado ao Partido Social Democrático (PSD). Exerceu cinco mandatos consecutivos na Assembleia Legislativa de Sergipe. Em 2018, foi reeleito deputado estadual de Sergipe pelo PT com 24 637 votos.
Atualmente ocupa o cargo de diretor-presidente da Imprensa Oficial de Sergipe (IOSE), órgão encarregado pela publicação do Diário Oficial do Estado. 